# Craig Rodwell
Craig L. Rodwell (31 de outubro de 1940 - 18 de junho de 1993) foi um ativista LGBT norte-americano conhecido por ter fundado a  Oscar Wilde Bookshop, a primeira livraria voltada para autores gays.